# Snow Wolf Commando Unit (SWCU)
Snow Wolf Commando Unit (português: Unidade de Comando Lobo da Neve), também conhecido como SWCU , é uma unidade especial da Polícia Armada do Povo, por sua vez um órgão paramilitar. A SWCU pertence a China e foi criado em 2002 para garantir a segurança na Olimpíadas de 2008 em Pequim.